# Iñaki Rupérez
Iñaki Rupérez Urtasun (Ansoáin, 7 de enero de 2003) es un futbolista español que juega de defensa para la Real Sociedad "B" de la Primera Federación.

## Biografía
Tras empezar a formarse como futbolista en las categorías inferiores de la Real Sociedad, finalmente fue convocado por el primer equipo en la temporada 2024-25, haciendo su debut el 21 de noviembre de 2024 en la Copa del Rey contra el FC Jove Español San Vicente, encuentro que finalizó con un resultado de 0-5 a favor del conjunto guipuzcoano.

## Clubes
| Club              | País   | Año       | Partidos | Goles |
| ----------------- | ------ | --------- | -------- | ----- |
| Real Sociedad "C" | España | 2022-2023 | 17       | 1     |
| Real Sociedad "B" | España | 2023-     | 51       | 6     |
| Real Sociedad     | España | 2024-     | 1        | 0     |